# Mosvik og Verrans kommun
Mosvik og Verrans kommun (norska: Mosvik og Verran kommune) var en kommun i dåvarande Nord-Trøndelag fylke i Norge. Kommunen omfattade den västra delen av nuvarande Inderøy kommun (tidigare Mosviks kommun), den västligaste delen av nuvarande Steinkjers kommun (den sydvästra delen av tidigare Verrans kommun) samt en mindre del av nuvarande Indre Fosens kommun (området kring orten Verrabotn). Tätorten Mosvik utgjorde kommunens centralort.

## Administrativ historik
Mosvik og Verrans kommun upprättades den 1 januari 1867 genom utbrytning ur Ytterøy kommun. Kommunen hade 2 949 invånare vid upprättandet.
Den 1 januari 1901 delades kommunen i två och de båda kommunerna Mosvik respektive Verran bildades. Den gamla kommunen hade vid delningen totalt 2 425 invånare.